# Apteropeoedes ankarafantsika
Apteropeoedes ankarafantsika är en insektsart som beskrevs av Marius Descamps 1971. Apteropeoedes ankarafantsika ingår i släktet Apteropeoedes och familjen Euschmidtiidae. Inga underarter finns listade i Catalogue of Life.